# Ziggurat (игра, 2012)
Ziggurat (стилизованно ZiGGURAT) — ретро-стилизованный аркадный шутер, разработанный Action Button Entertainment для iOS. В игре нужно сражаться с инопланетными существами, находясь при этом на вершине зиккурата, игрок должен использовать сенсорное управление, чтобы перезаряжаться и стрелять в врагов, при этом главный герой погибает от первого ударят. В игре 16-битный стиль графики и 8-битный чиптюн. Дизайнер Action Button Entertainment Тим Роджерс разработал идею игры, основываясь на игровом процессе Angry Birds. Ziggurat была выпущена 17 февраля 2012 года и стала первой игрой компании.
Игра получила в целом положительные отзывы. Рецензенты высоко оценили нюансы управления и минимализм. Журнал Time назвал игру одной из лучших игр для третьего поколения iPad.

## Игровой процесс
Протагонистом игры является «последний человек на Земле». В его роли игрок сражается с приближающимися противниками с помощью своей лазерной винтовки. Действие происходит на вершине горного пика (зиккурата), стоя на котором персонаж игрока сражается с нападающими на него инопланетянами и умирает при первом ударе от любого врага. При этом он зарабатывает баллы, количество которых основано на количестве убитых врагов. Инопланетяне различаются по размеру и форме, от «синих», которые «прыгают, как тектиты из The Legend of Zelda», и невидимых жёлтых до крепких, агрессивных красных инопланетян и поглощающих пули гигантов.
В игре есть две модели стрельбы: Точность (англ. Precision) и Рогатка (англ. Slingshot). При выборе Точности, игрок контролирует выстрел, скользя пальцами по нижней части экрана, таким образом рассчитывая направление и угол выстрела. При выборе Рогатки прицеливание становится похожим на оное в Angry Birds: игрок стреляет, оттягивая палец по принципу рогатки. Сила выстрела зависит от времени, в течение которого игрок удерживает палец. Слабые выстрелы также будут идти дугой вниз под действием силы тяжести, а сильные будут слабеть, если держать палец на экране слишком долго. В игре нет усилений, нет встроенных микроплатежей, и нет возможности поставить паузу, но есть достижения, к примеру в одном для получения одного из них нужно продержаться до конца Вселенной. Также есть возможность связать свой игровой аккаунт с GameCenter и Twitter.
Ziggurat выполнен в ретро-стилизованной 16-битной графике и обладает 8-битной чиптюн-музыкой. Персонаж игрока имеет светлые волосы и одет в красный комбинезон. По положению Солнца на заднем плане можно понять сколько времени уже продержался игрок. Смерть протагониста сопровождается «вызывающим вздрагивание визгом» или сиреной, а также «кроваво-красным экраном».

## Восприятие
| Сводный рейтинг    | Сводный рейтинг |
| Агрегатор          | Оценка          |
| ------------------ | --------------- |
| Metacritic         | 83/100          |
| Иноязычные издания |                 |
| Издание            | Оценка          |
| Destructoid        | 9,5/10          |
| Edge               | 9/10            |
| Eurogamer          | 8/10            |
| Paste              | 9,0/10          |
| TouchArcade        | [ 4 ]           |

Игра получила в целом положительные обзоры критиков. Средний балл на Metacritic равен 83. Журнал Time назвал игру одной из лучших для третьего поколения iPad.
Рецензент из журнала Edge сравнил игру с финальной сценой Halo: Reach. Он сравнил потребность расстановки приоритетов в Ziggurat при появлении роя врагов с похожим чувством при игре в Tetris. Рецензент также назвал звуки и экран, появляющиеся после смерти героя, «дерзкими и неожиданно пронзительными». В то же время Джо Бернанди из Paste наоборот посчитал, что звук после смерти не достигает своей цели. В итоге обозреватель из Edge поставил игре 9 баллов из 10, добавив, что он «ценит непосредственность» игры, соответствующую платформам с iOS.
Мартин Робинсон из Eurogamer написал, что игра вызывает ностальгию по ранним 90-м, а также отметил, что Ziggurat является «одним из самых по-прекрасному простых шутеров в App Store». Он назвал механики игры «тонко настроенными», а способности оружий взятыми из лучших элементов других видеоигр. Дэнни Кован из IndieGames.com назвал управление в проекте «очень подходящим» для сенсорных экранов. Он также похвалил эффекты взрывов и подзарядки оружия и сравнил Ziggurat с Missile Command. Джозеф Лирэй из TouchArcade высоко оценил дизайн игры и отметил, что он «так и не добрался до места, где его мастерство достигло бы пика». Также он похвалил внимание к деталям в игре, особенно спрайты персонажей.
Джо Бернарди из Paste поставил Ziggurat в список игр для iOS, в которых игрок старается сделать перед смертью персонажа как можно больше весёлых вещей, вместе с Canabalt, Bit Pilot и Super Crate Box. Он назвал простоту дизайна «достойной восхищения» и похвалил игровой баланс. В итоге обозреватель отметил, что это «одна из лучших игр для iOS, в которые я играл».

### Комментарии
1. ↑  При постановке пальца на крайнюю левую часть нижней части экрана стрельба идёт в направлении нижней правой части, а при постановке на середину нижней части экрана персонаж стреляет ровно над собой[4].